# 北城 (伊利諾伊州)
北城（英語：North City）是位於美國伊利諾伊州富蘭克林縣的一個村落。

## 地理
北城的座標為37°59′35″N 89°03′56″W / 37.99306°N 89.06556°W，而該地最高點為海拔高度139米（即455英尺）。

## 人口
根據2010年美國人口普查的數據，北城的面積為5.80平方千米，當中陸地面積為5.66平方千米，而水域面積為0.14平方千米。當地共有人口608人，而人口密度為每平方千米104人。